# Xã Dora, Quận Moultrie, Illinois
Xã Dora (tiếng Anh: Dora Township) là một xã thuộc quận Moultrie, tiểu bang Illinois, Hoa Kỳ. Năm 2010, dân số của xã này là 802 người.